# Taxandrien
| Oude naam                                                              | Huidige naam | 'Klimaat' |
| ---------------------------------------------------------------------- | ------------ | --------- |
| Holoceen                                                               | Holoceen     | warm      |
| Tubantien                                                              | Weichselien  | koud      |
| Eemien                                                                 | Eemien       | warm      |
| Drenthien                                                              | Saalien      | koud      |
| Needien                                                                | Holsteinien  | warm      |
| Taxandrien                                                             | Zie tabel 2  | koud      |
| Tiglien&Icenien                                                        | Tiglien      | warm      |
| Amstelien                                                              | Pretiglien   | koud      |
| Tabel 1 - Indeling van het Kwartair volgens Van der Vlerk & Florschütz |              |           |

Het Taxandrien is een verouderde stratigrafische term. De eenheid vormde onderdeel van de Nederlandse onderverdeling van het Kwartair, werd voorafgegaan door het Tiglien en opgevolgd door het Needien. Het Needien is een Nederlandse term voor wat later Holsteinien genoemd werd.
De periode die het Taxandrien omvatte, is in de loop van de tweede helft van de twintigste eeuw door verschillend onderzoek door de volgende (super)etages vervangen (jong naar oud):
| Naam                                     | Eenheid     | 'Klimaat'   |
| ---------------------------------------- | ----------- | ----------- |
| Elsterien                                | etage       | koud        |
| Cromerien                                | super-etage | koud & warm |
| Bavelien                                 | super-etage | koud & warm |
| Menapien                                 | super-etage | koud        |
| Waalien                                  | super-etage | koud & warm |
| Eburonien                                | super-etage | koud        |
| Tabel 2 - Opsplitsing van het Taxandrien |             |             |